# Protium klugii
Protium klugii là một loài thực vật có hoa trong họ Burseraceae. Loài này được J.F. Macbr. miêu tả khoa học đầu tiên năm 1934.